# VZ Волка
VZ Волка (лат. VZ Lupi) — одиночная переменная звезда в созвездии Волка на расстоянии (вычисленном из значения параллакса) приблизительно 16067 световых лет (около 4926 парсеков) от Солнца. Видимая звёздная величина звезды — от +15,2m до +14m.

## Характеристики
VZ Волка — жёлтая пульсирующая переменная звезда типа RR Лиры (RR) спектрального класса G. Эффективная температура — около 5155 K.